# Bodnár László (labdarúgó, 1979)
Bodnár László (Mátészalka, 1979. február 25. –) válogatott magyar labdarúgó. Pályafutását a Debreceni VSC-ben kezdte, majd oda tért vissza hosszabb ukrajnai, holland és osztrák légióskodás után 2009-ben. Ukrán (2001, 2003) és osztrák (2007, 2009) bajnok, valamint ukrán kupagyőztes (2003). 2009-ben Bajnokok Ligája résztvevő volt a Debrecennel.

## Pályafutása

### Klubcsapatban

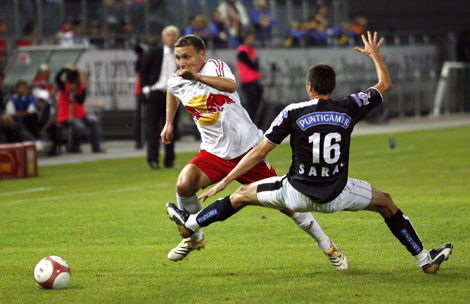
Bodnár a Sturm Graz elleni bajnokin a Salzburg színeiben

Hivatásos pályafutását a Debreceni VSC-ben kezdte. Az 1996–1997-es szezonban mutatkozott be az NB I-ben. Abban az idényben mindössze egy bajnoki mérkőzést játszott. A következő években egyre több alkalommal kapott szerepet. A harmadik bajnoki évadjában szerezte meg az első gólját.
A 2000–2001-es idényt már légiósként kezdte, az ukrán Dinamo Kijiv szerződtette. Első ottani évében csak a bajnokságban játszott. A következő évad hozta meg az igazi áttörést, mivel az európai kupaporondon is bemutatkozhatott a Dinamo színeiben, valamint a válogatottban is nagyobb szerephez jutott. Az UEFA-bajnokok ligája selejtezőjének 3. fordulójában a román FC Steaua București ellen a párharc első mérkőzésén Valerij Lobanovszkij vezetőedző az 59. percben cserélte be. A mérkőzést 4–2-re nyerték, az 1–1-es végeredménnyel zárult visszavágót már kezdőként játszotta végig Bodnár. A csoportmérkőzések során háromszor játszott, ebből egyszer a kezdőcsapat tagjaként. A csoportban a negyedik helyen végeztek, így abban az évben véget ért számukra a nemzetközi kupaidény. A 2002–2003-as szezon edzőváltása miatt kevesebb lehetőséget kapott a bajnokságban Olekszij Mihajlicsenkótól. Az európai kupaküzdelmek ennek ellenére jól indult számára: az FA Pjunik Jereván ellen 4–0-ra megnyert második fordulós bajnokok ligája-selejtező 1. mérkőzésén a 93. percben gólt szerzett, ami az első, és máig egyetlen nemzetközi kupatalálata. A visszavágót és a 3. selejtezőforduló PFK Levszki Szófia elleni első találkozóját egyaránt végigjátszotta. A csoportmérkőzések során két mérkőzésen kapott játéklehetőséget, a Feyenoord (0–0) és a Juventus FC (1–2) ellen. A csoportban a harmadik helyen végeztek, ami az UEFA-kupában való folytatást jelentette. A Beşiktaş JK elleni 3–1-re elveszített mérkőzést végig a pályán töltötte, a 25. percben sárga lapot kapott. A Dinamonál töltött időszaka során érte el legnagyobb sikereit, a bajnokok ligája és UEFA-kupa szereplések mellett kétszer volt bajnok, egyszer bajnoki ezüstérmes, egyszeres kupagyőztes és kupadöntős.
A 2003–2004-es idényben nem kapott játéklehetőséget a Dinamónál, így a tavaszi szezont már új csapatnál kezdte, a szintén ukrán FK Arszenal Kijev labdarúgója lett kölcsönben. Mivel nem tudta elérni, hogy a kezdőcsapat állandó tagja legyen (mindössze hét bajnoki találkozón játszott), így a szezon végeztével nem csak klubot váltott, hanem Ukrajnát is otthagyta.
A holland Roda JC csapatához szerződött, ahol meghatározó játékos lett. Másfél éves ottléte alatt összesen 38 bajnokin játszott. Gólszerzésben is ezen időszakában volt a legaktívabb jobbhátvéd létére: a 2004–2005-ös bajnokságban 6, míg a következő őszi szezonjában 2 alkalommal talált be az ellenfelek kapujába.
A jó teljesítményére az osztrák FC Red Bull Salzburg is felfigyelt, így a 2005–2006-os idényben a téli átigazolási időszakban a Salzburghoz igazolt. A Salzburg színeiben ismét játszhatott európai kupamérkőzést, több alkalommal pályára lépett mind a bajnokok ligájában, mind az UEFA-kupában, legutóbb a Sevilla FC ellen 2008. október 2-án az UEFA-kupában. A 2007–2008-as idényben rövid időre átkerült a tartalékcsapat keretébe is, jelenleg az első csapat tagja.
2009 tavaszán a salzburgi klub vezetése közölte vele, hogy nem tart a következő idényben igényt a játékára, így a nyárra klub nélkülivé vált. Hazatért, és a Nyíregyháza edzéseit látogatta, a klub színeiben pályára is lépett a ligakupában, mivel ezt a szabályok lehetővé tették a számára. Volt csapata, a DVSC jelezte, hogy szívesen leigazolná őt. Hamar meghatározó játékossá vált a hazai porondon minden lehetséges trófeát (bajnokság, kupa, ligakupa) elhódító Debrecenben, a legnagyobb siker azonban az UEFA-bajnokok ligája csoportkörében való részvétel kiharcolása volt, amihez a PFK Levszki Szófia elleni első mérkőzésen hatalmas bombagóllal járult hozzá. Az idény végén azonban nem hosszabbított szerződést, és habár több hazai együttes is csábította, mindenképpen külföldön akarta folytatni pályafutását. 2010 decemberében aztán volt klubjához, az FC Red Bull Salzburghoz írt alá a 2010–2011-es idény végéig.

### A válogatottban
A magyar labdarúgó-válogatottban 2000. október 11-én mutatkozott be 2002-es labdarúgó-világbajnokság selejtezőinek keretein belül Litvánia ellen. A 82. percben cserélte be Bicskei Bertalan, az akkori szövetségi kapitány. Azóta minden szezonban legalább egy alkalommal játszott a válogatottban, összesen 39 találkozón szerepelt a nemzeti csapatban. Következő mérkőzésén, Bosznia-Hercegovina ellen már a kezdőcsapatban kapott helyet. Stabil kerettagnak mondható, hatszor nem volt tagja a kezdőcsapatnak, lecserélésére három alkalommal került sor. Sárga lapot négyszer kapott, gólt nem lőtt. Jelentősebb mérkőzései a Spanyolország elleni 1–1-es döntetlen és a Németország elleni 2–0-ás győzelem, melyeket végigjátszott. Legutóbb 2009. április 1-jén lépett pályára a nemzeti csapatban, akkor a máltaiak elleni 3–0-ra végződő vb-selejtezőt végigjátszotta.

## Halálos gázolása
Bodnár 2009. augusztus 28-án késő este halálos közlekedési baleset résztvevője volt, melyben az általa elgázolt kerékpáros életét vesztette. Az áldozat erősen ittas állapotban volt, mellényt viselt, de a biciklije nem volt kivilágítva, és az út közepén haladt. Bodnár egy év felfüggesztett fogházbüntetést kapott.

## Sikerei, díjai
Dinamo Kijiv
- Ukrán bajnok: 2001, 2003
- Ukrán bajnoki ezüstérmes: 2002
- Ukrán kupa-győztes: 2003
- Ukrán kupa-döntős: 2002
- CIS kupa-győztes: 2002

Red Bull Salzburg
- Osztrák bajnok: 2007, 2009
- Osztrák bajnoki ezüstérmes: 2008

DVSC
- Magyar bajnok: 2010
- Magyar Kupa-győztes: 2010
- Ligakupa-győztes: 2010
- Szuperkupa-győztes: 2010

## Statisztika
| Klub              | Szezon   | Erste Liga          | Erste Liga          | ÖFB Pokal   | ÖFB Pokal   | —      | —      | Összesen | Összesen |
| Klub              | Szezon   | Mérk                | Gól                 | Mérk        | Gól         | Mérk   | Gól    | Mérk     | Gól      |
| ----------------- | -------- | ------------------- | ------------------- | ----------- | ----------- | ------ | ------ | -------- | -------- |
| Red Bull Juniors  | 2007–08  | 3                   | 0                   | —           | —           | —      | —      | 3        | 0        |
| Red Bull Juniors  | Összesen | 3                   | 0                   | —           | —           | —      | —      | 3        | 0        |
| Klub              | Szezon   | T-Mobile Bundesliga | T-Mobile Bundesliga | ÖFB Pokal   | ÖFB Pokal   | Európa | Európa | Összesen | Összesen |
| Klub              | Szezon   | Mérk                | Gól                 | Mérk        | Gól         | Mérk   | Gól    | Mérk     | Gól      |
| Red Bull Salzburg | 2008–09  | 8                   | 0                   | —           | —           | 5      | 0      | 13       | 0        |
| Red Bull Salzburg | 2007–08  | 9                   | 0                   | —           | —           | 1      | 0      | 10       | 0        |
| Red Bull Salzburg | 2006–07  | 19                  | 0                   | —           | —           | 6      | 0      | 25       | 0        |
| Red Bull Salzburg | 2005–06  | 8                   | 0                   | —           | —           | —      | —      | 8        | 0        |
| Red Bull Salzburg | Összesen | 44                  | 0                   | —           | —           | 12     | 0      | 56       | 0        |
| Klub              | Szezon   | Eredivisie          | Eredivisie          | KNVB beker  | KNVB beker  | —      | —      | Összesen | Összesen |
| Klub              | Szezon   | Mérk                | Gól                 | Mérk        | Gól         | Mérk   | Gól    | Mérk     | Gól      |
| Roda JC           | 2005–06  | 15                  | 2                   | —           | —           | —      | —      | 15       | 2        |
| Roda JC           | 2004–05  | 23                  | 6                   | —           | —           | —      | —      | 23       | 6        |
| Roda JC           | Összesen | 38                  | 8                   | —           | —           | —      | —      | 38       | 8        |
| Klub              | Szezon   | Premer-Liha         | Premer-Liha         | Ukrán kupa  | Ukrán kupa  | —      | —      | Összesen | Összesen |
| Klub              | Szezon   | Mérk                | Gól                 | Mérk        | Gól         | Mérk   | Gól    | Mérk     | Gól      |
| Arszenal Kijev    | 2003–04  | 7                   | 0                   | —           | —           | —      | —      | 7        | 0        |
| Arszenal Kijev    | Összesen | 7                   | 0                   | —           | —           | —      | —      | 7        | 0        |
| Klub              | Szezon   | Premer-Liha         | Premer-Liha         | Ukrán kupa  | Ukrán kupa  | Európa | Európa | Összesen | Összesen |
| Klub              | Szezon   | Mérk                | Gól                 | Mérk        | Gól         | Mérk   | Gól    | Mérk     | Gól      |
| Dinamo Kijiv      | 2002–03  | 14                  | 0                   | —           | —           | 6      | 1      | 20       | 1        |
| Dinamo Kijiv      | 2001–02  | 18                  | 2                   | —           | —           | 5      | 0      | 23       | 2        |
| Dinamo Kijiv      | 2000–01  | 19                  | 1                   | —           | —           | —      | —      | 19       | 1        |
| Dinamo Kijiv      | Összesen | 51                  | 3                   | —           | —           | 11     | 1      | 62       | 4        |
| Klub              | Szezon   | NB I                | NB I                | Magyar kupa | Magyar kupa | Európa | Európa | Összesen | Összesen |
| Klub              | Szezon   | Mérk                | Gól                 | Mérk        | Gól         | Mérk   | Gól    | Mérk     | Gól      |
| Debreceni VSC     | 1999–00  | 27                  | 3                   | —           | —           | —      | —      | 27       | 3        |
| Debreceni VSC     | 1998–99  | 23                  | 1                   | —           | —           | —      | —      | 23       | 1        |
| Debreceni VSC     | 1997–98  | 12                  | 0                   | —           | —           | —      | —      | 12       | 0        |
| Debreceni VSC     | 1996–97  | 1                   | 0                   | —           | —           | —      | —      | 1        | 0        |
| Debreceni VSC     | Összesen | 63                  | 4                   | —           | —           | —      | —      | 63       | 4        |
| Összesen          |          | 206                 | 15                  | —           | —           | 23     | 1      | 229      | 16       |

(A statisztikák 2008. október 5-e szerintiek.)

### Mérkőzései a válogatottban
| Magyarország | Magyarország        | Magyarország                         | Magyarország        | Magyarország | Magyarország     | Magyarország | Magyarország | Magyarország |
| #            | Dátum               | Helyszín                             | Hazai               | Eredmény     | Vendég           | Kiírás       | Gólok        | Esemény      |
| ------------ | ------------------- | ------------------------------------ | ------------------- | ------------ | ---------------- | ------------ | ------------ | ------------ |
| 1.           | 2000. október 11.   | Kaunas                               | Litvánia            | 1 – 6        | Magyarország     | vb-selejtező | -            | 82'          |
| 2.           | 2001. február 28.   | Zenica                               | Bosznia-Hercegovina | 1 – 1        | Magyarország     | barátságos   | -            |              |
| 3.           | 2001. október 6.    | Parma                                | Olaszország         | 1 – 0        | Magyarország     | vb-selejtező | -            |              |
| 4.           | 2002. február 12.   | Lárnaka (CYP)                        | Magyarország        | 0 – 2        | Csehország       | barátságos   | -            |              |
| 5.           | 2002. február 13.   | Limassol (CYP)                       | Magyarország        | 1 – 2        | Svájc            | barátságos   | -            |              |
| 6.           | 2002. március 27.   | Chișinău                             | Moldova             | 0 – 2        | Magyarország     | barátságos   | -            |              |
| 7.           | 2002. április 17.   | Debrecen                             | Magyarország        | 2 – 5        | Fehéroroszország | barátságos   | -            | a szünetben  |
| 8.           | 2002. augusztus 21. | Budapest, Puskás Ferenc Stadion      | Magyarország        | 1 – 1        | Spanyolország    | barátságos   | -            |              |
| 9.           | 2002. november 20.  | Budapest, Üllői úti Stadion          | Magyarország        | 1 – 1        | Moldova          | barátságos   | -            | a szünetben  |
| 10.          | 2003. március 29.   | Chorzów                              | Lengyelország       | 0 – 0        | Magyarország     | Eb-selejtező | -            |              |
| 11.          | 2003. április 2.    | Budapest, Puskás Ferenc Stadion      | Magyarország        | 1 – 2        | Svédország       | Eb-selejtező | -            | 61'          |
| 12.          | 2004. február 18.   | Páfosz (CYP)                         | Magyarország        | 2 – 0        | Örményország     | barátságos   | -            | 86'          |
| 13.          | 2004. február 19.   | Limassol (CYP)                       | Magyarország        | 2 – 1        | Lettország       | barátságos   | -            |              |
| 14.          | 2004. február 21.   | Nicosia (CYP)                        | Magyarország        | 0 – 3        | Románia          | barátságos   | -            | 70'          |
| 15.          | 2004. március 31.   | Budapest, Puskás Ferenc Stadion      | Magyarország        | 1 – 2        | Wales            | barátságos   | -            | 90+1'        |
| 16.          | 2004. április 28.   | Budapest, Puskás Ferenc Stadion      | Magyarország        | 1 – 4        | Brazília         | barátságos   | -            | 85'          |
| 17.          | 2004. június 6.     | Kaiserslautern, Fritz Walter Stadion | Németország         | 0 – 2        | Magyarország     | barátságos   | -            |              |
| 18.          | 2004. augusztus 18. | Glasgow, Hampden Park                | Skócia              | 0 – 3        | Magyarország     | barátságos   | -            |              |
| 19.          | 2004. szeptember 4. | Zágráb, Maksimir Stadion             | Horvátország        | 3 – 0        | Magyarország     | barátságos   | -            | 22'          |
| 20.          | 2004. szeptember 8. | Budapest, Szusza Ferenc Stadion      | Magyarország        | 3 – 2        | Izland           | vb-selejtező | -            |              |
| 21.          | 2004. október 9.    | Stockholm, Råsunda Stadion           | Svédország          | 3 – 0        | Magyarország     | vb-selejtező | -            | 48' 80'      |
| 22.          | 2005. február 9.    | Cardiff, Millenium-stadion           | Wales               | 2 – 0        | Magyarország     | barátságos   | -            |              |
| 23.          | 2005. március 30.   | Budapest, Szusza Ferenc Stadion      | Magyarország        | 1 – 1        | Bulgária         | vb-selejtező | -            |              |
| 24.          | 2005. május 31.     | Metz, Stade Saint-Symphorien         | Franciaország       | 2 – 1        | Magyarország     | barátságos   | -            |              |
| 25.          | 2005. június 4.     | Reykjavík, Laugardalsvöllur          | Izland              | 2 – 3        | Magyarország     | vb-selejtező | -            |              |
| 26.          | 2005. augusztus 17. | Budapest, Puskás Ferenc Stadion      | Magyarország        | 1 – 2        | Argentína        | barátságos   | -            | 16'          |
| 27.          | 2005. szeptember 3. | Budapest, Szusza Ferenc Stadion      | Magyarország        | 4 – 0        | Málta            | vb-selejtező | -            |              |
| 28.          | 2005. szeptember 7. | Budapest, Puskás Ferenc Stadion      | Magyarország        | 0 – 1        | Svédország       | vb-selejtező | -            |              |
| 29.          | 2005. október 8.    | Szófia, Vaszil Levszki Stadion       | Bulgária            | 2 – 0        | Magyarország     | vb-selejtező | -            |              |
| 30.          | 2005. október 12.   | Budapest, Szusza Ferenc Stadion      | Magyarország        | 0 – 0        | Horvátország     | vb-selejtező | -            |              |
| 31.          | 2005. november 16.  | Athén, Karaiszkákisz Stadion         | Görögország         | 2 – 1        | Magyarország     | barátságos   | -            |              |
| 32.          | 2006. november 15.  | Székesfehérvár, Sóstói Stadion       | Magyarország        | 1 – 0        | Kanada           | barátságos   | -            |              |
| 33.          | 2008. május 31.     | Budapest, Szusza Ferenc Stadion      | Magyarország        | 1 – 1        | Horvátország     | barátságos   | -            |              |
| 34.          | 2008. augusztus 20. | Budapest, Puskás Ferenc Stadion      | Magyarország        | 3 – 3        | Montenegró       | barátságos   | -            | 80'          |
| 35.          | 2008. szeptember 6. | Budapest, Puskás Ferenc Stadion      | Magyarország        | 0 – 0        | Dánia            | vb-selejtező | -            |              |
| 36.          | 2008. október 11.   | Budapest, Puskás Ferenc Stadion      | Magyarország        | 2 – 0        | Albánia          | vb-selejtező | -            | 66'          |
| 37.          | 2008. október 15.   | Ta’ Qali, Nemzeti Stadion            | Málta               | 0 – 1        | Magyarország     | vb-selejtező | -            | 90+3'        |
| 38.          | 2008. november 19.  | Belfast, Windsor Park                | Észak-Írország      | 0 – 2        | Magyarország     | barátságos   | -            |              |
| 39.          | 2009. április 1.    | Budapest, Puskás Ferenc Stadion      | Magyarország        | 3 – 0        | Málta            | vb-selejtező | -            | 8'           |
| 40.          | 2009. szeptember 9. | Budapest, Puskás Ferenc Stadion      | Magyarország        | 0 – 1        | Portugália       | vb-selejtező | -            |              |
| 41.          | 2009. október 10.   | Lisszabon, Estádio da Luz            | Portugália          | 3 – 0        | Magyarország     | vb-selejtező | -            |              |
| 42.          | 2009. október 14.   | Koppenhága, Parken Stadion           | Dánia               | 0 – 1        | Magyarország     | vb-selejtező | -            |              |
| 43.          | 2009. november 14.  | Gent, Jules Ottenstadion             | Belgium             | 3 – 0        | Magyarország     | barátságos   | -            | a szünetben  |
| 44.          | 2010. március 3.    | Győr, ETO Park                       | Magyarország        | 1 – 1        | Oroszország      | barátságos   | -            |              |
| 45.          | 2010. május 29.     | Budapest, Puskás Ferenc Stadion      | Magyarország        | 0 – 3        | Németország      | barátságos   | -            | 12' 85'      |
| 46.          | 2010. június 5.     | Amszterdam, Amsterdam ArenA          | Hollandia           | 6 – 1        | Magyarország     | barátságos   | -            | 80'          |
|              | Összesen            |                                      |                     | 46           | mérkőzés         |              | 0            | gól          |